# Devisthan (Myagdi)
Devisthan – gaun wikas samiti w zachodniej części Nepalu w strefie Dhawalagiri w dystrykcie Myagdi. Według nepalskiego spisu powszechnego z 2001 roku liczył on 703 gospodarstw domowych i 3667 mieszkańców (2078 kobiet i 1589 mężczyzn).